# Анна Ягеллонка на фоне надгробия Стефана Батория
«Анна Ягеллонка на фоне надгробия Стефана Батория» (пол. Anna Jagiellonka na tle nagrobka Stefana Batorego) — картина польского художника Яна Матейко, созданная в 1860 году. Хранится в Доме Яна Матейко в Кракове.
Матейко изобразил Анну Ягеллонку, королеву Речи Посполитой, стоящей на коленях у гробницы мужа — короля Стефана Батория. Она одета как монахиня, руки крестом сложены на груди, глаза подняты к небу.